# إيزابيل فيريرا
إيزابيل فيريرا (بالبرتغالية: Isabel Ferreira‏) هي كاتِبة أنغولية، ولدت في 24 مايو 1958 في لواندا في أنغولا.